# Тухаев, Адам Русланович
А́дам Русла́нович Туха́ев (род. 14 февраля 1988, Керчь, Крымская область) — украинский шахматист, чемпион и призёр чемпионатов Украины, гроссмейстер (2007).

## Биография
Чеченец. Трижды становился призёром командного чемпионата Украины (в 2007 году — бронзовым, а в 2010 и 2012 годах — серебряным), а также дважды бронзовым призёром (в 2005 и 2010 годах) и дважды чемпионом страны в индивидуальном зачёте (в 2009 и 2012 годах).
27 декабря 2018 года на чемпионате мира по блицу и рапиду, проходившем в Санкт-Петербурге, Тухаев сенсационно обыграл чемпиона мира по шахматам норвежца Магнуса Карлсена в рапиде. По ходу партии Карлсен имел преимущество, но не уследил за временем.
| Графики недоступны из-за технических проблем. См. информацию на Фабрикаторе и на mediawiki.org. |